# Insekt (film)
Insekt er en dansk kortfilm fra 2014 instrueret af Kasper Juhl.

## Handling
En selvdestruktiv pige kæmper for at frigøre sig fra sin dystre fortid.

## Medvirkende
- Siff Andersson, Hannah
- Kristian Halken, Frank
- Sebastian Jessen, Steffen
- Sune Kiefer, Christoffer
- Preben Kristensen, Billy
- Marie-Louise Damgaard Nielsen, Vicky
- Simon Würtz, Mand på gaden